# Ahmed Barusso
Ahmed Apimah Barusso (Arabisch:أحمد أبيماه باروسو) (Accra, 26 december 1984) is een Ghanese voetballer die momenteel op huurbasis speelt bij de Italiaanse club AS Livorno. 
Hij begon met voetballen in het jeugdelftal van een Ghanese club FC Nania. In 2003 ging hij naar Italië om te gaan spelen voor de amateurclub SS Manfredonia. Hij speelde daar 3 jaar en koos uiteindelijk voor een andere club uit het Serie D. Dit keer was het AC Rimini. Dankzij goede prestaties bij deze club had hij de mogelijkheid om naar AS Roma te gaan. Hij speelde daar niet vaak en werd uitgeleend aan andere clubs zoals o.a Galatasaray SK, Brescia Calcio en Torino FC. Hij mocht ook al 6 maal voor de nationale ploeg van Ghana spelen.